# نهند (هريس)
نهند هي قرية في مقاطعة هريس، إيران. عدد سكان هذه القرية هو 1,222 في سنة 2006.